# 紹萊島
紹萊島（英語：Cholet Island）是南極洲的島嶼，位於布斯島西端以北，屬於威廉群島的一部分，由法國探險隊發現，該島嶼現時由南極條約體系管理。